# Абу Дзейт
Абу́ Дзейт (Абу Зейд; настоящее имя — Тауфик аль-Джедани, по другим данным — Ахмад Нассер Эйд Абдулла аль-Фаджри аль-Азими; 1972, Кувейт — 16 февраля 2005, Кантышево, Ингушетия, Россия) — международный террорист, эмиссар организации «Аль-Каида» на Северном Кавказе, организатор террористических актов в Боснии и на Кавказе, в том числе и в Беслане.
Абу Дзейт вошёл в состав террористической организации «Аль-Каида» после отстранения от работы в кувейтской мечети за нелегальный сбор пожертвований среди прихожан. Организовав несколько терактов в Боснии, он прибыл на Северный Кавказ по приглашению эмиссаров «Аль-Каиды», чтобы принять участие в боевых действиях на стороне чеченских сепаратистов, и стал инструктором по минно-взрывному делу и одним из ключевых идеологов северокавказского бандподполья. После назначения представителем «Аль-Каиды» в Ингушетии Дзейт организовал ряд резонансных терактов, в числе которых были подрыв военного госпиталя в Моздоке, покушение на президента Ингушетии Мурата Зязикова и рейд на Назрань. Он был напрямую вовлечён в подготовку захвата школы № 1 в городе Беслане в сентябре 2004 года, обеспечив группу террористов оружием и взрывчаткой, а также выделив для этого теракта несколько боевиков из своей банды. В результате оперативно-розыскных мероприятий Абу Дзейт был блокирован правоохранительными органами в своём убежище в ингушском селе Кантышево и убит сотрудниками ЦСН ФСБ в ходе контртеррористической операции.

## Ранние годы
Абу Дзейт родился в Кувейте в 1972 году (по сообщениям СМИ, он также был подданным Саудовской Аравии). В ранние годы он работал актёром в детских программах на кувейтском телевидении. Позднее у Абу Дзейта пробудился интерес к религии, и он стал имамом одной из мечетей Эль-Кувейта, где впоследствии был отстранён от работы за нелегальный сбор пожертвований среди прихожан.

## Начало террористической деятельности. Прибытие Абу Дзейта на Северный Кавказ
В середине 1990-х годов Абу Дзейт вступил в террористическую организацию «Аль-Каида» и прошёл подготовку в лагерях боевиков в Афганистане, где обучался взрывному делу. По данным газеты «Время новостей», в это время он лично встречался с Усамой бен Ладеном. После завершения курса обучения Абу Дзейт был направлен в Боснию с целью организации терактов. В 2002 году (по другим данным — в октябре 1999 года) Абу Дзейт прибыл в Чечню по приглашению эмиссара «Аль-Каиды» в Грузии Абу Хафса.
По приезде на Северный Кавказ Абу Дзейт стал инструктором взрывного дела в лагерях боевиков; среди его учеников был русский ваххабит Павел Косолапов, подозревавшийся российскими правоохранительными органами в организации диверсий и терактов в Москве и Подмосковье в феврале — марте 2004 года и подрыве поезда «Невский экспресс» в августе 2007 года. Также Абу Дзейт отвечал за идеологическую обработку участников незаконных вооружённых формирований; в этом деле ему помогал опыт, полученный за время работы имамом в кувейтской мечети. Он был составителем биографий воевавших в Чечне боевиков, а также писал статьи для исламистских сайтов: так, в декабре 2003 года на сайте qoqaz.com была опубликована статья Абу Дзейта под названием «Fadl Al-Jihad wal Mujahideen wal rad ala al-Muthabbitin» («Польза джихада и моджахедов и ответ на попытки деморализовать нас»). В ней Абу Дзейт призывал к сворачиванию террористической деятельности, направленной против правительства Саудовской Аравии, утверждая, что она наносит ущерб каналам финансирования боевиков в Чечне, и рекомендовал вместо этого сосредоточиться на борьбе с американскими войсками в Ираке.
Другим направлением работы Абу Дзейта было производство пропагандистских фильмов, посвящённых войне в Чечне и предназначавшихся для отчётности перед зарубежными спонсорами. Для этих целей в его убежище в ингушском селе Кантышево была размещена специальная мини-киностудия. В письме, попавшем в распоряжение российских спецслужб после ликвидации террориста, Абу Дзейт просил своего адресата поблагодарить человека, заплатившего 10 тысяч долларов за одну из таких видеокассет.

## Перевод в Ингушетию. Подрыв военного госпиталя в Моздоке
После того, как главный куратор «Аль-Каиды» в Ингушетии Абу Кутейб серьёзно заболел, Абу Хафс назначил Абу Дзейта своим представителем в республике. Последний познакомился с Кутейбом ещё во время войны в Боснии и иногда навещал его в бункере в Малгобеке. Под непосредственное командование Абу Дзейта поступила бандгруппа, состоявшая из 50 боевиков, в числе которых были арабы, чеченцы и ингуши. Своим доверенным лицом Абу Дзейт сделал Магомеда Хашиева, который стал новым руководителем ингушского джамаата «Халифат». Также в окружение Дзейта вошёл Рустам Ганиев, который вместе с Маленьким Омаром занимался подготовкой террористок-смертниц. Ганиев, арестованный осенью 2003 года, впоследствии на допросах свидетельствовал, что Абу Дзейт использовал методику гипноза для психологической обработки «шахидок».
Летом 2003 года банда Абу Дзейта постоянно перемещалась. Однажды, выйдя к границе Северной Осетии после многокилометрового броска по лесу, боевики Дзейта вместе с участниками банды Руслана Гелаева попытались организовать совместное нападение на военные объекты республики; однако оно не состоялось, потому что главари бандгрупп не смогли договориться между собой.
Первым в череде резонансных терактов, организованных Абу Дзейтом, стал подрыв военного госпиталя в Моздоке 1 августа 2003 года. Тогда террорист-смертник на грузовике «КамАЗ», гружённом 10 тоннами аммиачной селитры (что примерно соответствует полутора тоннам тротила), снеся металлические ворота, на полной скорости врезался в здание военного госпиталя; в результате последовавшего взрыва госпиталь был практически полностью разрушен (уцелела лишь его задняя стена). Вследствие теракта 52 человека погибли и 82 получили ранения. 13 июля 2003 года, за несколько недель до атаки на военный госпиталь в Моздоке, Абу Дзейт лично напутствовал будущего смертника Хасана Дадаева по кличке «Абу Хасан»; их разговор был записан на видеоплёнку, которая позднее была обнаружена в личном архиве Маленького Омара. Когда в ходе этой беседы Дадаева спросили, какое имя он выберет для своего сына, тот ответил, что назовёт его «Дзейтом».

## Участие в налёте на Назрань
Абу Дзейт спланировал и непосредственно участвовал в нападении боевиков на город Назрань в ночь с 21 на 22 июня 2004 года. Данную операцию он разрабатывал совместно с Абу Кутейбом. Накануне налёта на город Дзейт провёл инструктаж на ингушском и арабском языках в лагере, располагавшемся в горной местности между сёлами Сурхахи и Али-Юрт. Группе Маленького Омара было приказано напасть на казармы Назрановского погранотряда; при этом боевики должны были расстреливать на месте милиционеров и военных, а их оружие и документы забирать. Нападение должно было помешать пограничникам оказать помощь другим атакованным боевиками объектам. Вечером 21 июня 2004 года Абу Дзейт вместе с Шамилем Басаевым прибыл на место сбора участников рейда в лесном массиве возле ингушского села Яндаре, где было проведено совещание полевых командиров, на котором среди прочих присутствовал и Руслан Хучбаров — будущий главарь банды террористов, захвативших школу № 1 в Беслане. По показаниям одного из участников банды Хучбарова, ставшего очевидцем событий, Абу Дзейт был вооружён автоматом «Вал» и пистолетом Стечкина, а к его правой ноге были прикреплены нож и самодельная граната. В ходе рейда боевиков на Ингушетию Абу Дзейт использовал позывной «Дьявол».
Около 10 часов вечера 21 июня банда Абу Дзейта въехала в Назрань на угнанном у местного жителя грузовике ГАЗ-53; высадившись у стоянки частного такси, боевики начали стрелять без разбора по всем, кто стоял вокруг, а затем окружили здание Назрановского погранотряда. Нападавшие смогли поджечь штаб погранотряда выстрелами из гранатомётов, однако пограничникам удалось отбить атаку боевиков и нанести им потери. Оператор банды Абу Дзейта Идрис Матиев, расстреляв по казарме пограничников один автоматный рожок, отложил оружие и зафиксировал нападение на видеокамеру.
В начале июля 2004 года Абу Дзейт стал единственным куратором «Аль-Каиды» в Ингушетии; в этот период он нёс ответственность за все операции боевиков, которые готовились на территории республики. Абу Кутейб, вместе с Маленьким Омаром работавший над организацией прошедшего в ночь на 22 июня рейда на Назрань, 1 июля 2004 года был блокирован российскими спецслужбами в своём доме в Малгобеке и после многочасового боя взорвал на себе «пояс шахида».

## Подготовка захвата школы № 1 г. Беслана
По данным следствия, Абу Дзейт являлся одним из организаторов захвата заложников в школе № 1 города Беслана 1 сентября 2004 года. На совещании полевых командиров в июле 2004 года главари бандформирований Шамиль Басаев и Доку Умаров договорились о совместной подготовке запланированных на сентябрь терактов. Басаев обязался выделить деньги на захват школы в Беслане и предоставил для операции боевиков подконтрольной ему «малгобекской бригады»; он же назначил Руслана Хучбарова по прозвищу «Полковник» командиром группы террористов. В свою очередь Умаров должен был подготовить резервную группу из 11 боевиков ачхой-мартановского джамаата во главе с Асланбеком Хатуевым. В её задачу входил захват школы № 2 в станице Нестеровская Республики Ингушетия (эту операцию планировалось провести только в том случае, если банда Хучбарова потерпит неудачу в Северной Осетии). По поручению Басаева и Умарова Абу Дзейт снабдил обе группы взрывчаткой (впоследствии выяснилось, что взрывные устройства, использованные террористами для минирования школы в Беслане, были изготовлены в мастерской Абу Дзейта) и распределил среди боевиков оружие, захваченное на складах ингушского МВД. Маленький Омар также лично инструктировал Хучбарова и Хатуева во время подготовки к теракту.
Арестованный в июле 2005 года ингушский боевик Ш. Ханиев, лично знакомый почти со всеми участниками подготовки к нападению на Беслан, свидетельствовал, что 5 участников захвата школы (два араба, два чеченца по именам Абдаллах и Хамзат, а также житель Назрани Султан Камурзоев) были отобраны из бандгрупп, подчинявшихся Абу Дзейту. Одним из двух отправленных Абу Дзейтом в Беслан арабских наёмников был его близкий друг Абу Фарух, приехавший на Северный Кавказ из Саудовской Аравии; он стал последним террористом, убитым в ходе штурма школы 3 сентября 2004 года.
По показаниям Ханиева, через несколько дней после теракта в Беслане, унёсшего жизни 333 человек (в том числе 186 детей), лагерь, в котором он находился, посетили Абу Дзейт и Магомед Хашиев; в разговоре с боевиками они заявили, что захват заложников в школе № 1 был организован с целью выдвижения политических требований. Кроме того, после захвата бесланской школы Абу Дзейтом был записан видеоотчёт, в котором он рассказал о том, как было задумано нападение на Беслан и как оно прошло, а также упомянул, что «подстраховался» школой в станице Нестеровская на случай провала основной операции в Северной Осетии.

## Последние месяцы жизни. Ликвидация Абу Дзейта
Осенью 2004 года спецслужбы усилили борьбу со структурами северокавказского бандподполья: поисковые группы, одна за другой отправлявшиеся в леса, смогли обнаружить несколько законспирированных баз боевиков и схроны с оружием, которое было похищено в Назрани в июне 2004 года; была активизирована работа с местным населением и перекрыто несколько каналов финансирования бандформирований. Согласно записям в записной книжке Абу Дзейта за этот период, из-за нехватки денег ему приходилось откладывать свои операции. Маленький Омар также жаловался на то, что ему лишь «с большим трудом» удалось послать сообщение Абу Хафсу. В ещё одной записи Дзейт, обращаясь к некоему «Баширу», говорил об «отсутствии материальной помощи в декабре 2004 года», добавляя, что у него «нет связи с шейхом Умаром»; по словам Абу Дзейта, ему было трудно выходить из дома, и практически всё время он проводил в помещении.
Абу Дзейт скрывался в просторном бетонном бункере под одним из домов в ингушском селе Кантышево, расположенном недалеко от Назрани. Ещё в 2003 году боевики приобрели там одноэтажный дом и переоборудовали часть подвала в специальное убежище, вход в которое находился под кухонной газовой плитой. Бункер Абу Дзейта состоял из двух комнат: в первой стоял шкаф, кровать, стол с рацией и компьютером, а также холодильник с небольшим запасом продуктов; во второй были душ и туалет. В убежище имелись автономные системы обогрева и вентиляции, а освещение осуществлялось с помощью люминесцентных ламп; замаскированные антенны, к которым из подвала выходили провода, обеспечивали обитателей бункера телефонной и радиосвязью.
В феврале 2005 года расположение тайного убежища Абу Дзейта стало известно следствию. Эта информация была получена от местного жителя, который, проходя мимо дома своего соседа Мусы Кодзоева, обратил внимание на две высокие и мощные вентиляционные трубы, торчащие из крыши ветхого строения, и затем сообщил об этом в ФСБ. За домом было установлено наблюдение, и вскоре оперативникам удалось выяснить, что у Кодзоева по ночам собираются незнакомые подозрительные люди. Утром 16 февраля 2005 года дом был окружён сотрудниками УФСБ Ингушетии. В ответ на предложение сдаться охранявшие Абу Дзейта боевики открыли огонь из автоматов; после этого сотрудники Центра специального назначения ФСБ предприняли штурм. В ходе скоротечной перестрелки двое охранников эмиссара «Аль-Каиды» были убиты, а хозяин дома Муса Кодзоев — арестован. Однако самого араба в доме не оказалось. Когда спецназовцы уже собирались уходить, один из них по неизвестной причине пнул стоявшую в углу газовую плиту. Кухонный агрегат повалился, и из открывшегося под ним люка вылетела самодельная граната, которая, ударившись о стенку, так и не взорвалась. Бойцы спецназа швырнули в проём в полу две гранаты РГД-5 и после последовавших взрывов спустились в подвал (по другой версии, Абу Дзейт подорвал себя взрывным устройством после того, как вход в его бункер был обнаружен сотрудниками ФСБ).
В бункере под домом спецназовцы обнаружили труп молодого и тучного мужчины (по сравнению с более ранними видеозаписями, Маленький Омар значительно прибавил в весе из-за малоподвижного образа жизни), одетого в штаны Adidas, спортивную майку и тапочки. Вследствие произошедшего в подвале взрыва Абу Дзейт получил множественные осколочные ранения лица, а его правая рука была почти оторвана.
В ходе осмотра убежища арабского эмиссара оперативники выяснили, что это помещение использовалось для хранения большого количества взрывчатки. Среди найденных в бункере взрывных устройств — всего было изъято 42 СВУ — было несколько десятков арабских радиоуправляемых мин (пластиковых бутылок, наполненных обрезками гвоздей и тротилом и снабжённых детонаторами), предназначавшихся для вывода из строя живой силы противника. Также были обнаружены самодельные мины направленного действия (наполненные поражающими элементами), полностью идентичные тем минам, которые были использованы террористами в Беслане. Кроме того, в распоряжение следствия попали записная книжка Абу Дзейта, аудио-, фото- и видеоматериалы, религиозная литература, а также письма убитого в бесланской школе Абу Фаруха.
Ингушским оперативникам быстро удалось установить личность убитого араба. Он был опознан арестованными ранее боевиками, а также местной жительницей, которая была любовницей Абу Дзейта. Наличие большого количества фотографий и видеозаписей, на которых был изображён уничтоженный эмиссар «Аль-Каиды», позволило следователям провести предварительную портретную экспертизу. Для завершения процедуры официального опознания трупы Абу Дзейта и его охранников были перевезены во Владикавказ.
21 февраля 2005 года о ликвидации Абу Дзейта было объявлено официально. Данное сообщение было задержано почти на неделю, потому что спецслужбы боялись спугнуть сообщников Маленького Омара, которые всё ещё находились на свободе, преждевременным разглашением информации о его смерти. В заявлении ФСБ России было сказано, что Абу Дзейт являлся распределителем поступающих от «Аль-Каиды» денежных средств и участвовал в финансировании ряда терактов. Однако с подобной оценкой не согласились сотрудники МВД Ингушетии, заявившие, что роль Абу Дзейта в иерархии бандподполья была сильно преувеличена ФСБ: по их словам, Абу Дзейт не занимался распределением финансовых потоков и был всего лишь квалифицированным специалистом по взрывному делу, а за теракты, которые он организовывал, ему платил Шамиль Басаев.

## Обнаружение архива Абу Дзейта в апреле 2006 года
6 апреля 2006 года в селе Цоцин-Юрт Курчалоевского района Чечни сотрудниками чеченского и ингушского УФСБ был проведён обыск в доме Вахи Салтыханова, на дочери которого был женат Абу Дзейт (многие арабы обзаводились на Кавказе семьями по примеру Хаттаба; в браке Дзейта родилось двое сыновей — Омар и Абдулла). В ходе обыска в подполе под каменной плитой сотрудники спецслужб обнаружили тайники, в которых находились документы Абу Дзейта, являвшиеся частью его личного архива. Из тайников были изъяты аудио- и видеокассеты, флеш-карты, CD-диски и десяток компьютерных дискет, а также адресованные Абу Дзейту письма и книги на арабском языке.
Почти вся информация на электронных носителях была зашифрована Абу Дзейтом. Быстрее всего оперативникам удалось получить доступ к содержимому диска с надписью «Взрыв Зязика»: на нём была записана видеосъёмка покушения на президента Ингушетии Мурата Зязикова 6 апреля 2004 года. В тот день террорист-смертник на автомобиле ВАЗ-2107 попытался атаковать кортеж президента; охрана Зязикова смогла сбить машину смертника на обочину, где она взорвалась. Зязиков, находившийся в бронированном «Мерседесе», был контужен и получил лёгкие ранения в результате взрыва. Данная видеозапись позволила Генеральной прокуратуре установить прямую причастность Абу Дзейта к этому преступлению.
В ходе работы с архивом Маленького Омара следователи расшифровали список из 200 фамилий и адресов участников нападения на Ингушетию летом 2004 года, а также перечень лиц, которые оказали пособничество или напрямую участвовали в захвате школы в Беслане в сентябре того же года. В этом списке были указаны адреса проживания боевиков, их клички и позывные, а также денежные суммы, которые Абу Дзейт выделял на организацию различных терактов. Полученная информация позволила правоохранительным органам с начала июня 2006 года провести несколько успешных спецопераций, завершившихся разгромом трёх баз боевиков и ликвидацией девяти участников НВФ.